# Selle (affluent de l'Escaut)
Pour les articles homonymes, voir Selle.
La Selle est une rivière française du Nord de la France, dans les départements de l'Aisne et du Nord, en région Hauts-de-France, et un affluent de l'Escaut.

## Géographie

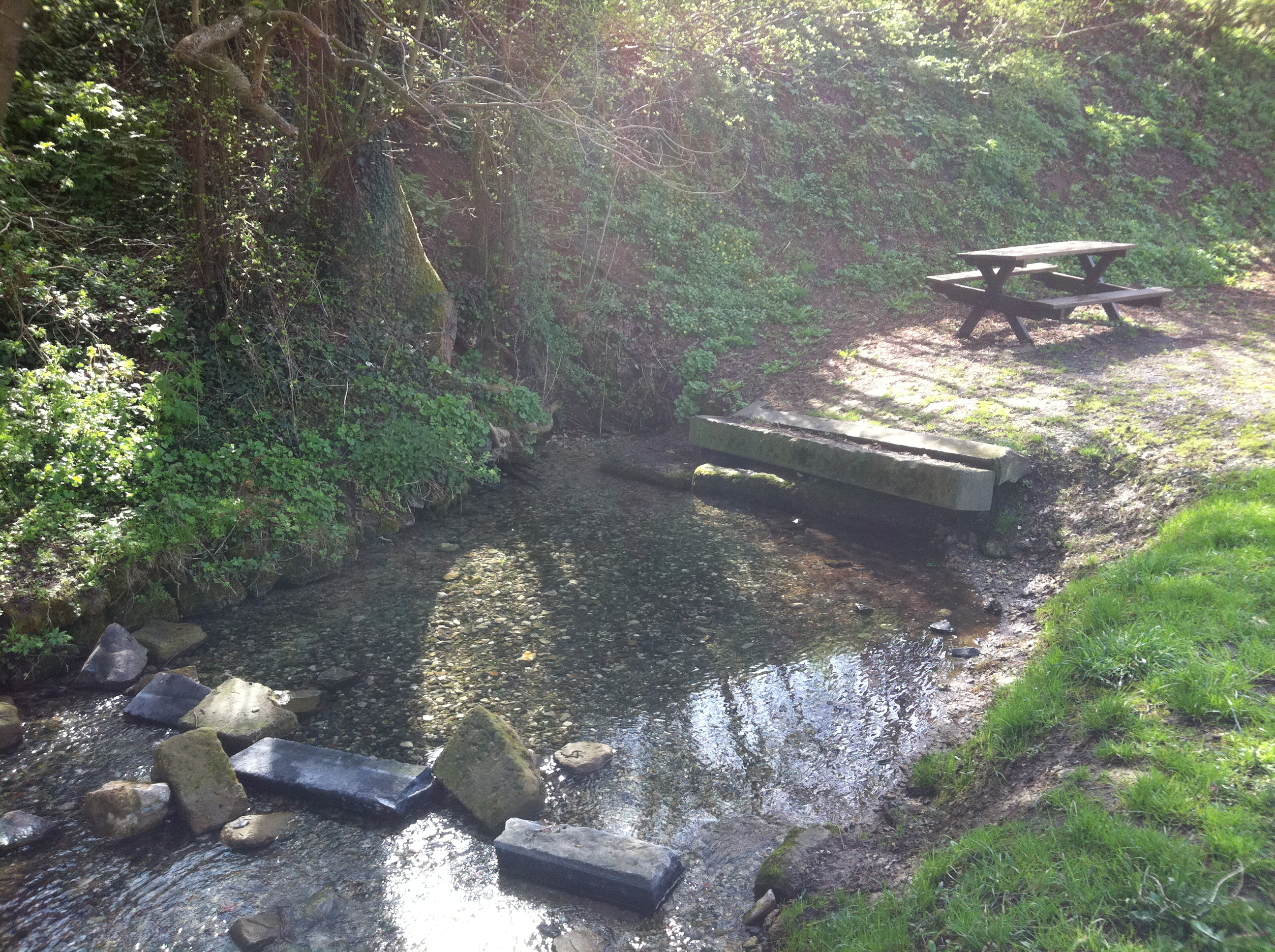
Source de la Selle à Molain.

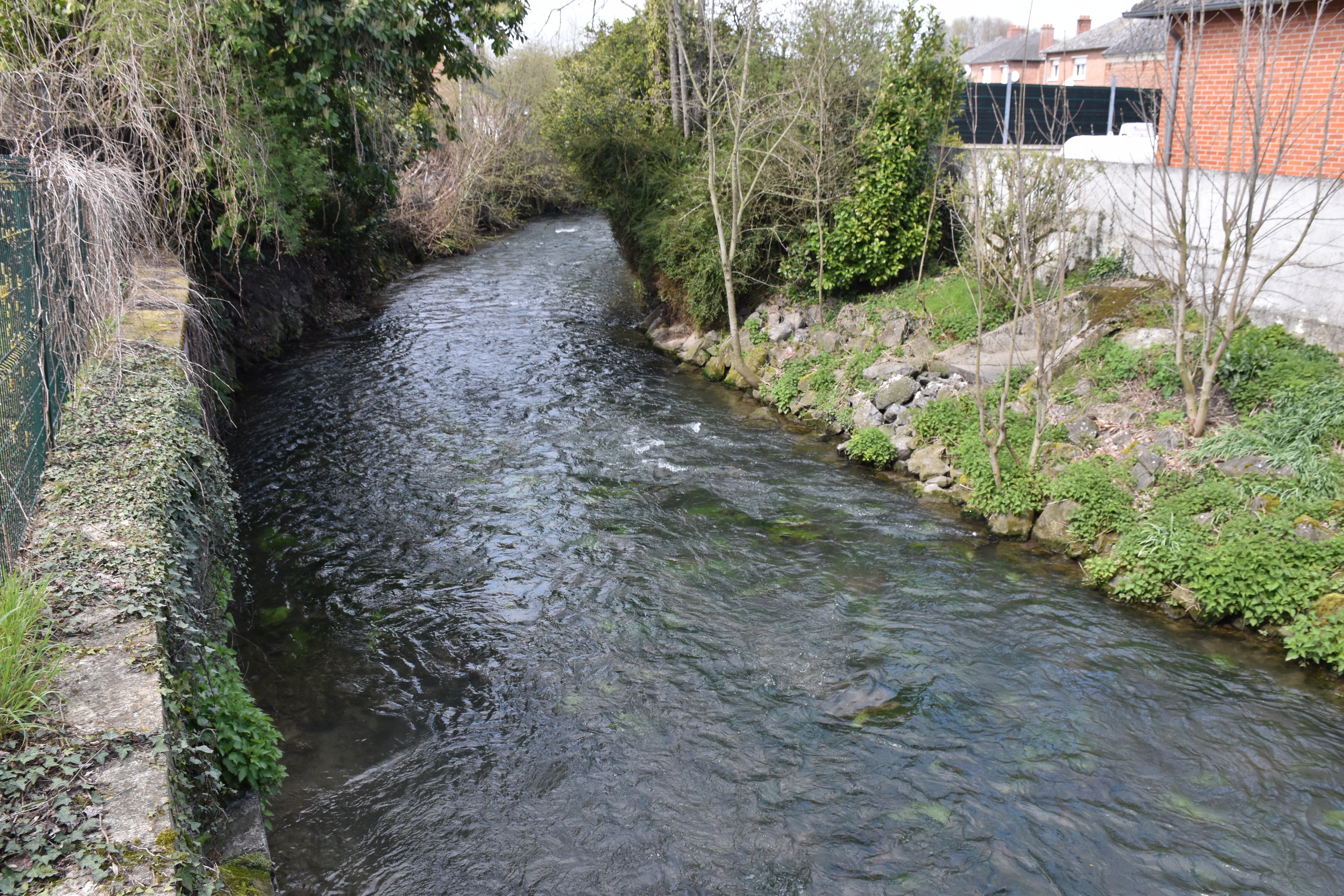
La Selle à Saint-Pithon.Saint-Python

La longueur de son cours d'eau est de 45,9 km.
Elle prend sa source à Molain (Aisne), dans la forêt domaniale d'Andigny à 120 mètres d'altitude, passe à Saint-Souplet, Saint-Benin, au Cateau-Cambrésis, à Solesmes et à Douchy-les-Mines et se jette dans l'Escaut à Denain, à 20 mètres d'altitude.
Son débit rapide et constant en fait un lieu de pêche à la truite.

### Communes et cantons traversés
Dans les deux départements de l'Aisne et du Nord, la Selle traverse les dix-sept communes suivantes, de l'amont vers l'aval, de Molain (source), Saint-Martin-Rivière, Saint-Souplet, Saint-Benin, Le Cateau-Cambrésis, Montay, Neuvilly, Briastre, Solesmes, Saint-Python, Haussy, Montrécourt, Saulzoir, Haspres, Noyelles-sur-Selle, Douchy-les-Mines, Denain (confluence).
Soit en termes de cantons, la Selle prend source dans le canton de Guise, traverse les canton du Cateau-Cambrésis, canton de Caudry, canton d'Aulnoy-lez-Valenciennes et conflue dans le canton de Denain, le tout dans les arrondissements de Vervins, de Cambrai et de Valenciennes.

### Toponymes
La Selle a donné son hydronyme à la commune de Noyelles-sur-Selle.

## Affluents
La Selle a six affluents référencés : 
- le Fossé de Vaux-Andigny (rg[note 1]), 3,2 km sur les trois communes de Molain, Saint-Martin-Rivière (confluence) et Vaux-Andigny (source), avec un affluent :
  - le Molain, 7,7 km sur sept communes avec deux affluents
    - le Blocus d'en Haut
    - le Blocus d'en Bas,
- la rivièrette des Essarts (rg), 3,2 km Molain, Saint-Martin-Rivière (confluence) et Vaux-Andigny (source)
- le ruisseau de Richemont ou ruisseau Saint-Maurice (rd), 9,6 km sur les cinq communes du Cateau-Cambrésis, Montay, Pommereuil, Bazuel, Forest-en-Cambrésis.
- le Béart (rd), 3,6 km sur la seule commune de Solesmes avec un affluent :
  - le Marou, avec un affluent
    - le ruisseau le Béart
- le riot Monneral (rd) 3,4 km sur les trois communes de Haspres, Noyelles-sur-Selle, Thiant.
- le Navie Malvaux, 7,3 km

### Rang de Strahler
Donc le rang de Strahler est de quatre.

## Hydrologie
Une ancienne station a existé à Noyelles-sur-Selle durant de nombreuses années.

### La Selle à Denain
Une station hydrométrique sur la Selle existe à Denain, à 35 m d'altitude, depuis le 1er janvier 1981, pour un bassin versant de 252 km2. Le module y est de 2,35 m3/s.

### Étiage ou basses eaux
À l'étiage, c'est-à-dire aux basses eaux, le VCN3, ou débit minimal du cours d'eau enregistré pendant trois jours consécutifs sur un mois, en cas de quinquennale sèche s'établit à 1,30 m3/s, ce qui reste très confortable,.

### Crues
Sur cette période d'observation, le débit journalier maximal a été observé le 21 juillet 1980 pour 11,60 m3/s. Le débit instantané maximal a été observé le 31 décembre 1993 avec 11,30 m3/s en même temps que la hauteur maximale instantanée a été le 9 mars 1989 de 144 cm soit 1,44 m.
Le QIX 2 est de 6,8 m3/s, le QIX 5 est de 9,5 m3/s, le QIX 10 est de 11 m3/s, le QIX 20 est de 13 m3/s et le QIX 50 est de 15 m3/s.

### Lame d'eau et débit spécifique
La lame d'eau écoulée dans cette partie du bassin versant de la rivière est de 294 millimètres annuellement, ce qui est dans la moyenne en France, à 300 mm/an. Le débit spécifique (Qsp) atteint 9,3 litres par seconde et par kilomètre carré de bassin.

### PPRI
Un PPRI de la Selle a été actualisé en 2009.

## Histoire
La vallée de la Selle connaît, comme toute la région, une occupation préhistorique ancienne, à cause de la douceur climatique, de la variétés des sols et des milieux écologiques et de la richesse en gibier. Il est probable qu'elle était déjà fortement défrichée au néolithique final.
La Tène finale ouvre une période relative de paix favorable au développement de l'agriculture et de la population des tribus belges du Nord de la France, mais surtout au détriment des milieux naturels, forestiers notamment. 
La Selle s'appelait Sabis à l'époque gauloise ; en 57 av. J.-C.) la vallée aurait été le théâtre selon la Guerre des Gaules rédigée par César de la bataille du Sabis. Selon cette source littéraire unique, l'armée romaine conduite par César défait le peuple des Nerviens et ses principaux alliés belges. On place aujourd'hui ce lieu de  grande bataille au nord du Cateau-Cambrésis, le plus souvent aux environs de Saulzoir. 
Il s'agirait, selon une modélisation plausible, d'une rare grande bataille entre peuples divisés de la Confédération belge. César qui se donne le beau rôle n'y aurait été qu'un observateur prudent avec ses troupes, placées en retrait, d'où la difficulté de l'auteur à décrire les combats. Mais le consul des Gaules aurait d'emblée soutenu le peuple des Rèmes ou Remi, et ses alliés belges qui imposaient déjà avec détermination une domination marchande et politique à la confédération divisée. Les révoltés auraient été menés par une coalition alliée autour de Nerviens et d'Atrébates, mais aussi une foule de partis minoritaires issus des peuples de la Confédération belge, y compris des belges orientaux comme les Trévires. 
Cette bataille selon les thuriféraires de César initie la grande conquête des Gaules, dont la tragédie finale inaugure une période de 450 ans de domination romaine sur l'ensemble des Gaules conquises. Mais, pendant environ un siècle, jusqu'en l'an 60 ou 70, mis à part quelques axes militaires et marchands stratégiques et privilégiés, cette partie de la Gaule est abandonnée à l'arbitraire des maîtres et des puissants alliés à l'autorité des légions militaires, avant l'essor de la fin du Ier siècle instaurant au profit des cités belges une pax romana souvent fragile, jusqu'à l'effondrement des années 255-275.
Cette vallée a aussi permis l'installation de divers moulins hydrauliques gallo-romains puis médiévaux, bien avant les manufactures textiles et le développement de l'industrie textile (forte consommatrice en eau).

## Pêche et AAPPMA
La Selle est un cours d'eau de première catégorie.

## Galerie

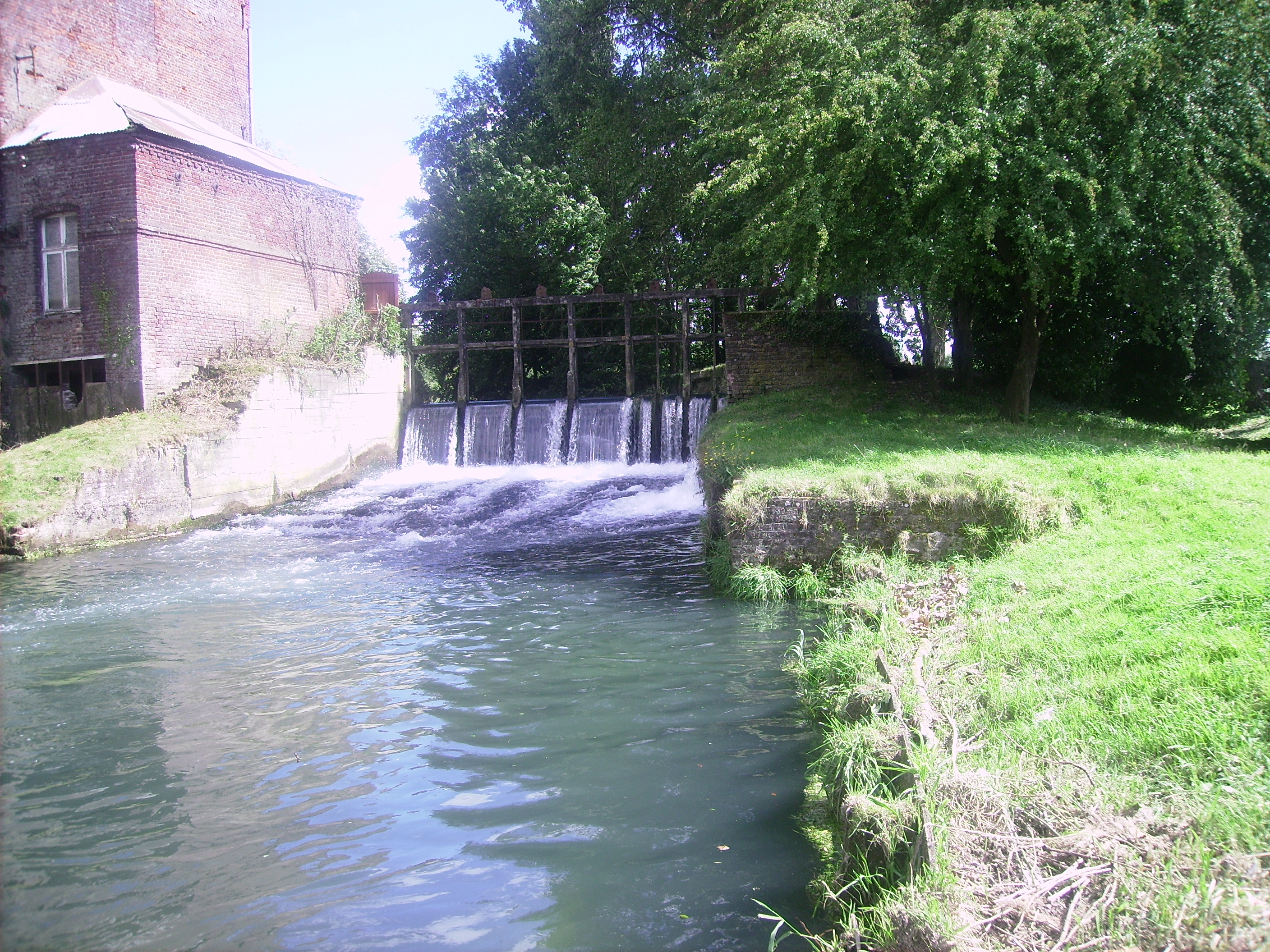
Barrage sur la Selle à Montay.
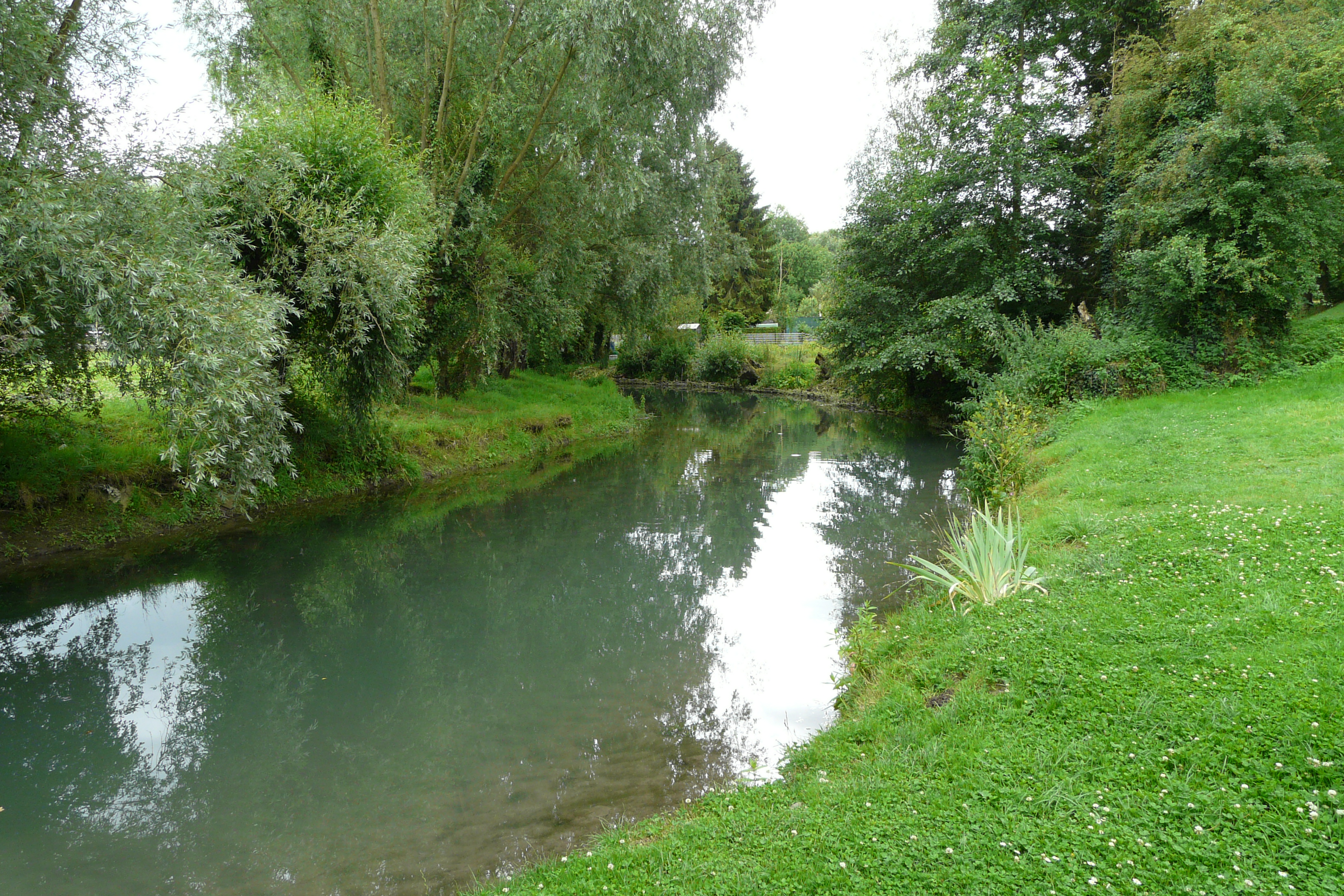
La Selle au Cateau-Cambrésis.
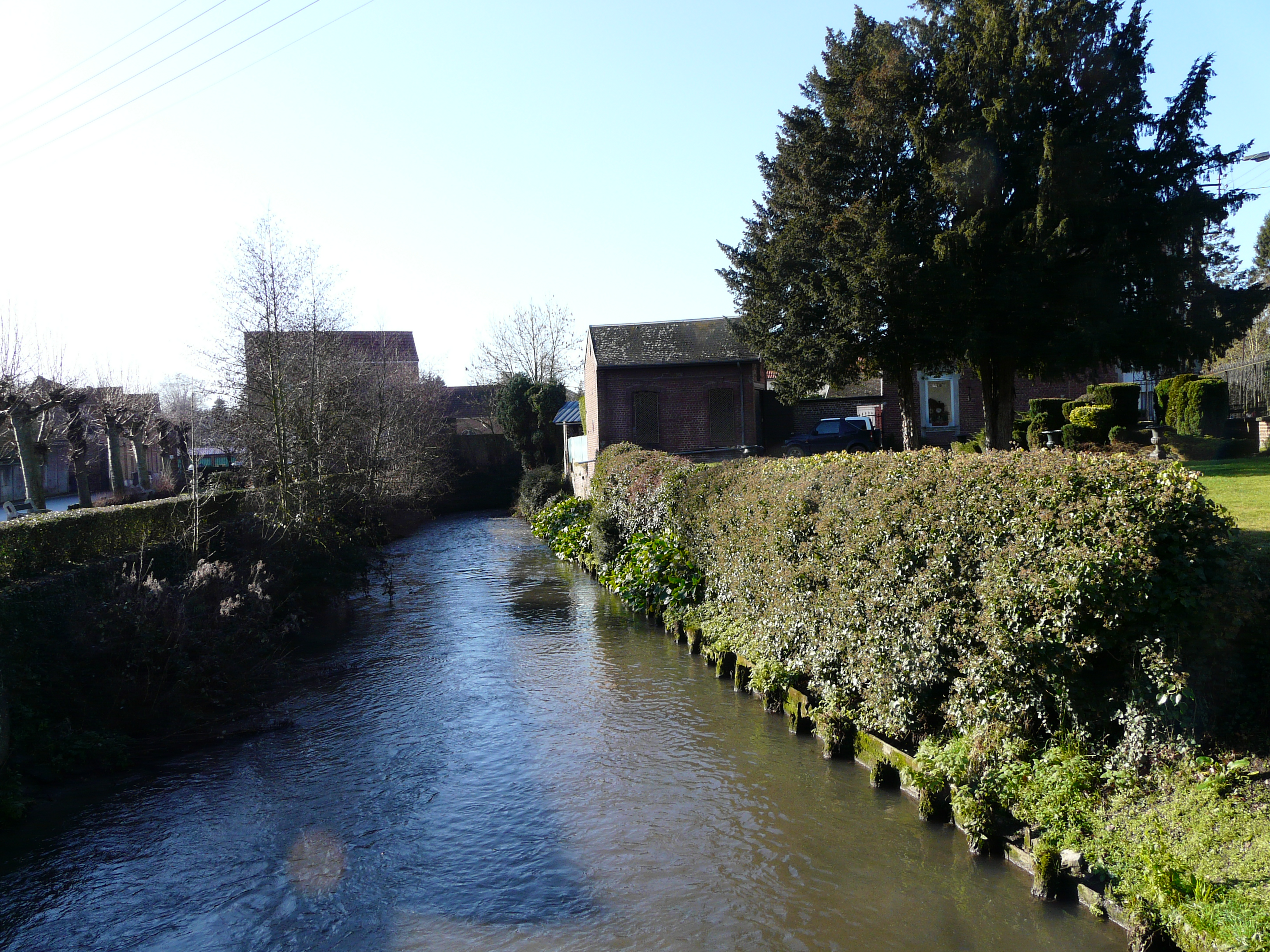
Selle à Solesmes.
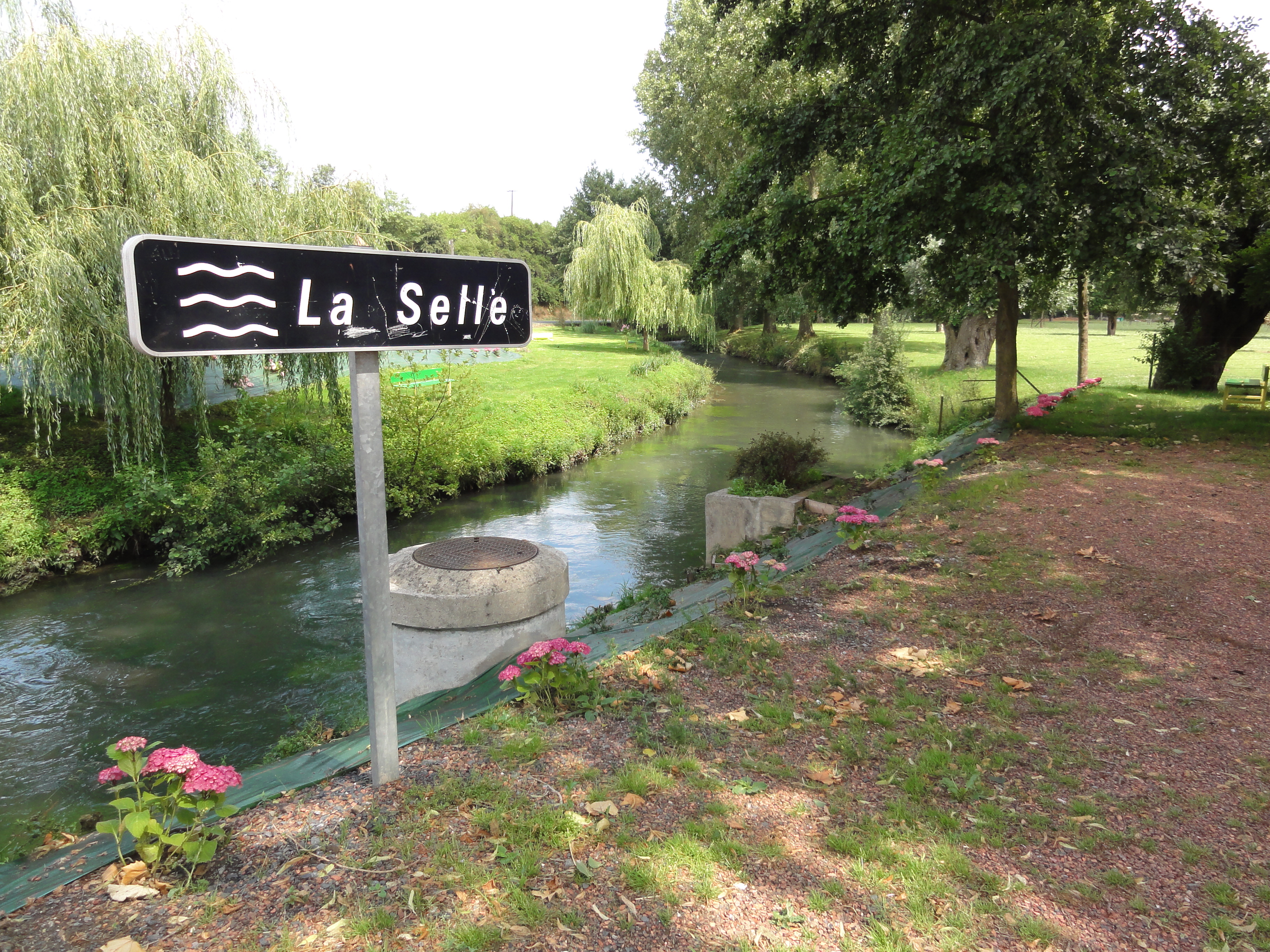
La Selle à Montrécourt.